# (3556) Lixiaohua
(3556) Lixiaohua es un asteroide perteneciente al cinturón de asteroides, región del sistema solar que se encuentra entre las órbitas de Marte y Júpiter, más concretamente a la familia de Gantrisch, descubierto el 30 de octubre de 1964 por el equipo del Observatorio de la Montaña Púrpura desde el Observatorio de la Montaña Púrpura, Nankín (China).

## Designación y nombre
Designado provisionalmente como 1964 UO. Fue nombrado Lixiaohua en homenaje a Li Xiaohua, un joven industrial de Beijing cuya preocupación por la educación lo llevó a establecer escuelas intermedias y primarias en aldeas remotas y distritos de montaña de China.

## Características orbitales
Lixiaohua está situado a una distancia media del Sol de 3,171 ua, pudiendo alejarse hasta 3,847 ua y acercarse hasta 2,495 ua. Su excentricidad es 0,213 y la inclinación orbital 9,281 grados. Emplea 2062,80 días en completar una órbita alrededor del Sol.

## Características físicas
La magnitud absoluta de Lixiaohua es 12,7. Tiene 20,455 km de diámetro y su albedo se estima en 0,042. 